# Prinsengracht 611

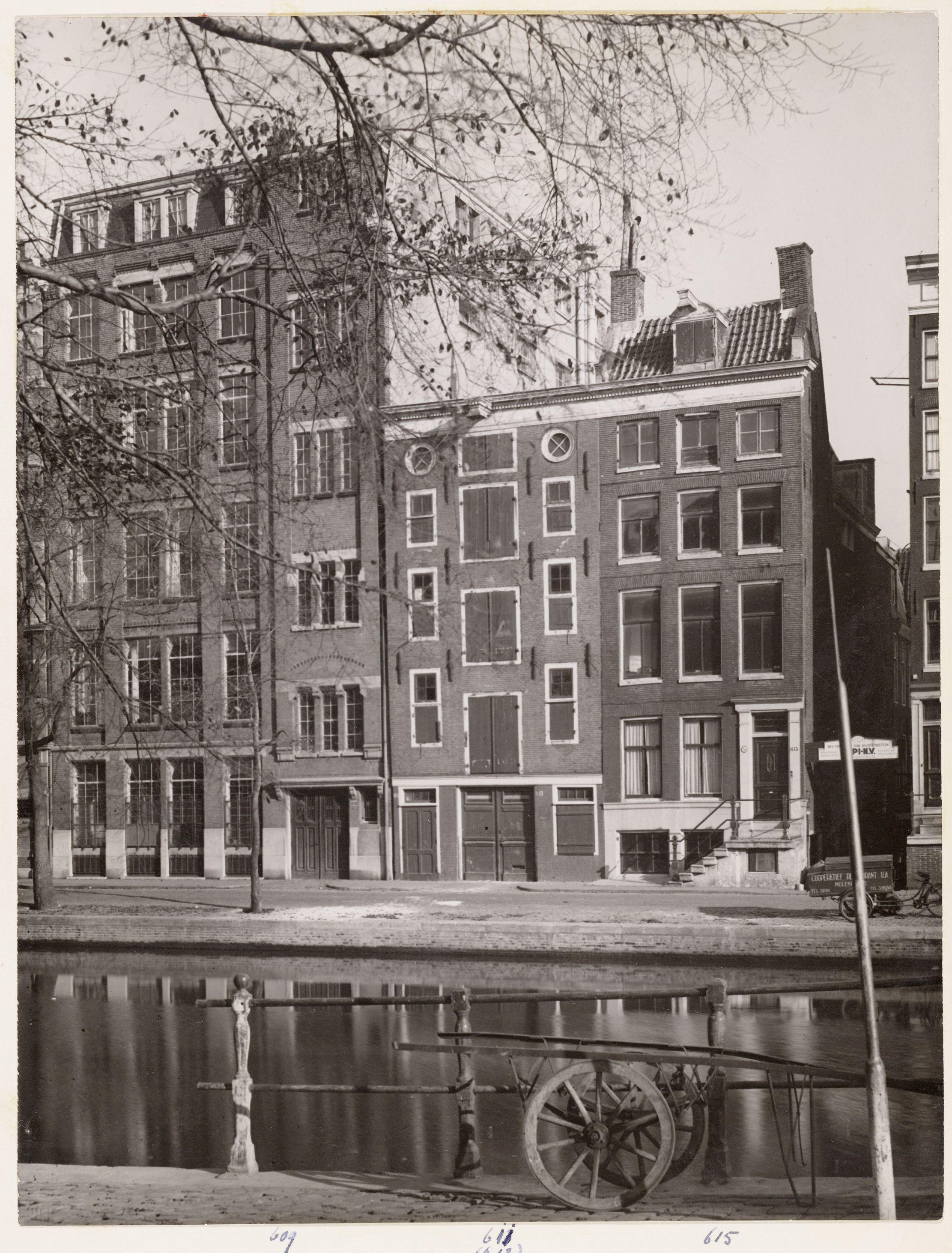
Prinsengracht 611 (midden; circa 1940)

Prinsengracht 611 te Amsterdam is een gebouw aan de Prinsengracht in Amsterdam-Centrum.

## Inleiding
De Prinsengracht werd in gedeelten aangelegd en volgebouwd in de 17e eeuw. De stad Amsterdam was toen het Singel overgestoken en voordat de Jordaan werd gebouwd, was het de buitengrens van bebouwing. Die historie houdt dan ook in dat de oorspronkelijke bebouwing (grotendeels) is afgebroken dan wel afgebrand om plaats te maken voor nieuwbouw, waarbij soms deze cyclus weer herhaald werd. Huisnummer 611 is gesitueerd aan de oostelijke gevelwand tussen de Runstraat en Leidsegracht.

## Gebouw
Het gebouw werd op 13 november 1975 opgenomen in het rijksmonumentenregister (4358). Het heeft daar de omschrijving 
Pakhuis met 17e eeuwse gevel onder rechte (dak)lijst uit het eerste kwart van de 19e eeuw
. Toen het gebouw rond 1940 voor monumentenzorg gefotografeerd werd, was het ook daadwerkelijk een pakhuis. Vier etages hadden of houten deuren (begane grond) of luiken (etage) aan de grachtkant.  Die laad- en losruimten worden begeleid door rechthoekige vensters aan beide kanten, toch ook deels afgedekt met luiken. Boven de genoemde etages bevindt zich onder de hijsbalk nog een zolderruimte met luit, geflankeerd door ronde vensters. Op de begane grond is een aparte ingang voor de etages. Wanneer monumentenzorg in 1962 opnieuw langskomt is er weinig veranderd; de begane grond dient dan vooral voor autostalling annex garagebedrijf; ook 1974 levert een onveranderd beeld op. Tussen 1974 en 1990 is het gebouw verbouwd tot woonhuis dan wel kantoren; in 1990 zijn alle gevelopeningen vervangen door raampartijen en de begane grond heeft een netter aanzien gekregen.
Prinsengracht 611 en haar buurgebouw Prinsengracht 587 (de Prinsengracht heeft geen oneven nummers daartussen) zijn kenmerkend voor deze wand van de Prinsengracht. Oude gebouwen zoals 611 worden afgewisseld met nieuwbouw zoals 587 uit 1974-1977.  De eerder genoemde daklijst loopt door naar Prinsengracht 615 (Prinsengracht 613 bestaat niet); ook in basis 17e eeuws.